# Vidéoprojecteur

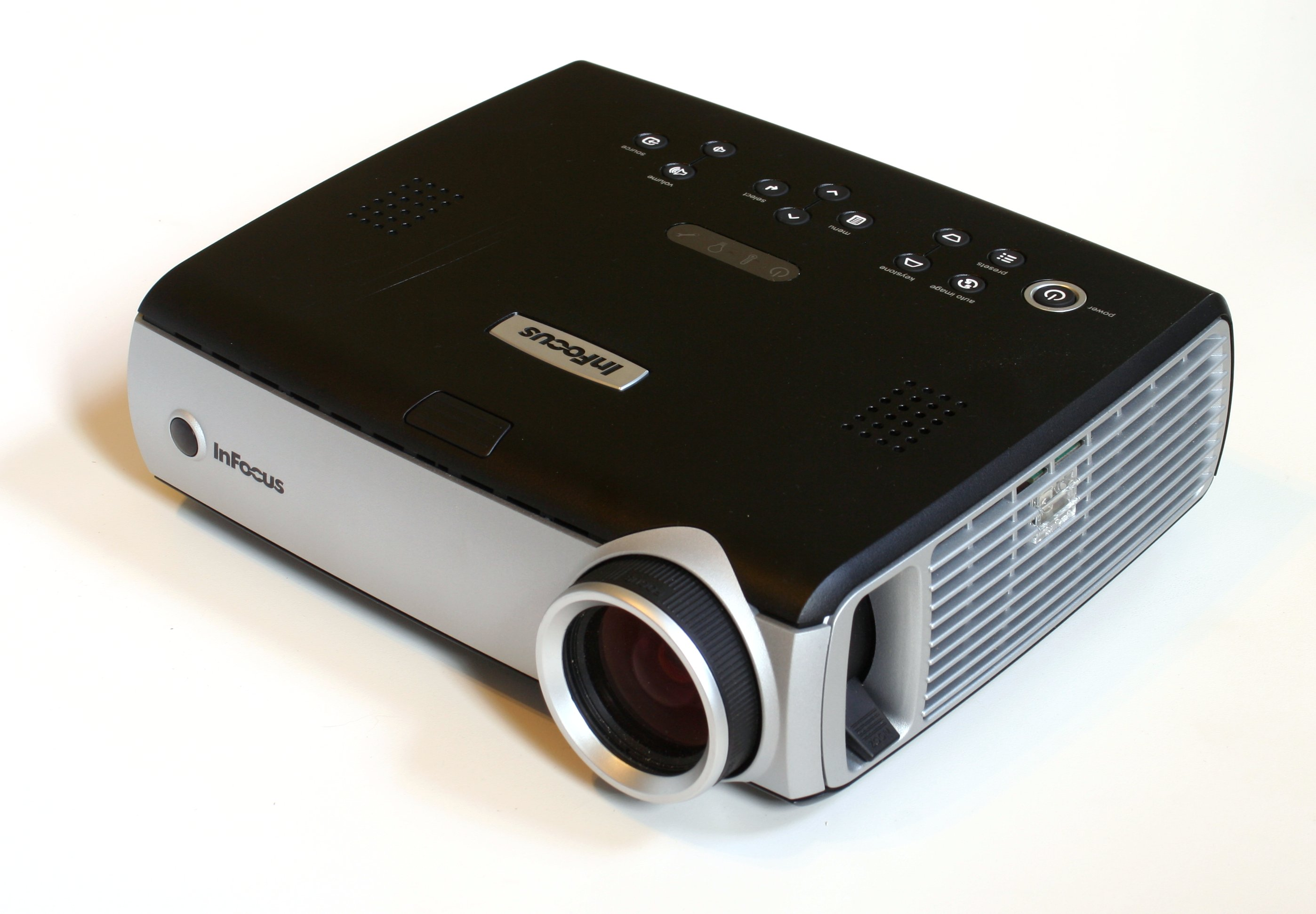
Vidéoprojecteur DLP InFocus IN34.

Un vidéoprojecteur désigne un appareil de projection électronique conçu pour afficher sur un écran séparé ou sur une surface murale blanche, une source vidéo dite vidéogramme, télévisuelle ou de type informatique.
On associe parfois le terme vidéoprojection avec la notion « frontale » pour le distinguer de la rétroprojection. Le « rétroprojecteur » désigne dans ce cas un téléviseur ou un moniteur vidéo, équipé d'un vidéoprojecteur interne (en anglais « Rear-projection television »), lequel projette l'image sur un écran de verre dépoli, par l'intermédiaire d'une optique ou miroir. 
Par ailleurs, le terme rétroprojecteur, Épiscope (optique) ou plus précisément « diascope » (en anglais « Overhead projector » littéralement « projecteur au-dessus de la tête ») désigne en français, un dispositif électro-optique qui permet de projeter l'image agrandie sur un mur ou un écran mural, des documents ou images réalisées sur des supports transparents voire parfois, de petits objets, posés sur la surface du réflecteur lumineux dépoli et éclairés par la source lumineuse.

## Principes généraux
Pour afficher la source vidéo sur une grande surface ou un écran spécialement destiné à cet usage, le vidéoprojecteur comprend des circuits et connecteurs vidéo censés convertir les signaux entrants analogiques ou numériques de type vidéocomposite, vidéo composante, RVB, HDMI, VGA, etc. en un signal compatible avec le dispositif d'affichage optique amplifié généralement miniaturisé qui produit l'image. Ce dernier génère le flux lumineux synchronisé permettant de reconstituer l'image devant être projetée. Enfin, des optiques adaptent et convertissent cette source lumineuse pour qu'elle puisse être dimensionnée sur la surface de l'écran ou de la paroi murale.
Certains vidéoprojecteurs sont dotés d'entrées audio et d'un amplificateur, généralement monophonique, associé à un haut-parleur interne. Cette utilisation du son n'est généralement utilisée que lors de certaines présentations graphiques ou vidéo, projetées dans un cadre professionnel et dans un environnement isolé acoustiquement comme un bureau, par exemple.

## Contexte historique
Dès l'apparition de la télévision et longtemps avant que les prototypes de téléviseurs cathodiques ne soient produits, le principe de la vidéoprojection est non seulement conçu mais réalisé, pour produire et afficher des images devant être partagées par plusieurs spectateurs. 
Au tout début du XXe siècle, quelques ingénieurs allemands, russes, anglais ou français tentent de concevoir un télé-projecteur. En 1930, professeur allemand Karolus produit une image géante sur un écran lumineux de 4 mètres carrés, constitué de dix mille ampoules disposées sur 100 lignes. Chaque ampoule est associée à une cellule photoélectrique.  Un signal électronique synchronisé, ancêtre du signal vidéocomposite, permet de faire de varier l'intensité lumineuse de chaque ampoule et de reconstituer l'image retransmise.
Au début des années 1920, la télévision n'est pas encore électronique mais dite « mécanique » et elle accuse certains inconvénients car elle ne peut être visualisée qu'individuellement ; le spectateur devant se placer exactement face au disque optique rotatif motorisé.

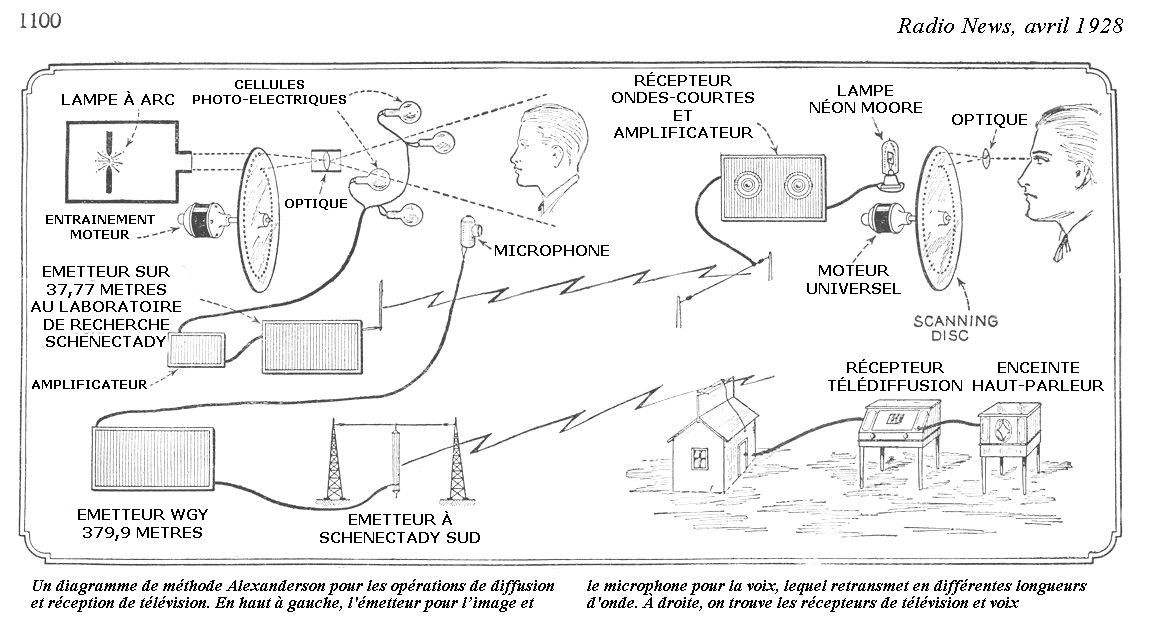
Les principes de la télévision mécanique, ancêtre du tube cathodique.

Au début des années 1930, ce dispositif est toutefois adapté à la projection, ce qui permet à plusieurs personnes de visualiser les images de télévision en noir et blanc. Durant la même décennies, plusieurs ingénieurs ou inventeurs en Europe et aux États-Unis conçoivent, déposent des brevets et réalisent des prototypes de « télé projection ».

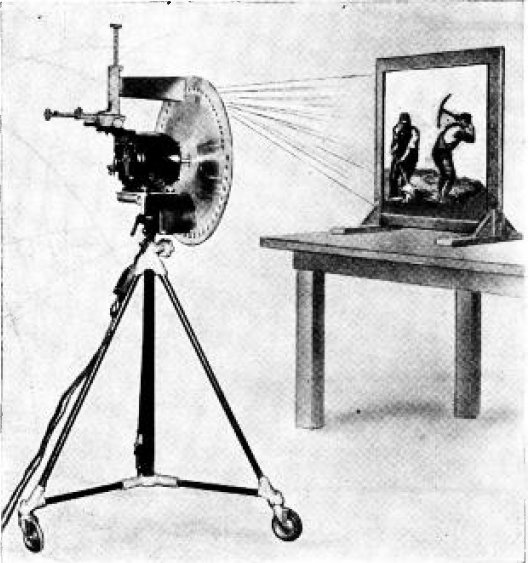
L'ancêtre du vidéoprojecteur adapté à la télévision mécanique, en 1931.

En 1931 à New-York, l'Anglais John Logie Baird présente son projecteur de télévision mécanique. L'image peut alors être visualisée par un public rassemblé dans une pièce ou un lieu plongé dans une totale obscurité, du fait du très faible rendement optique de la projection.

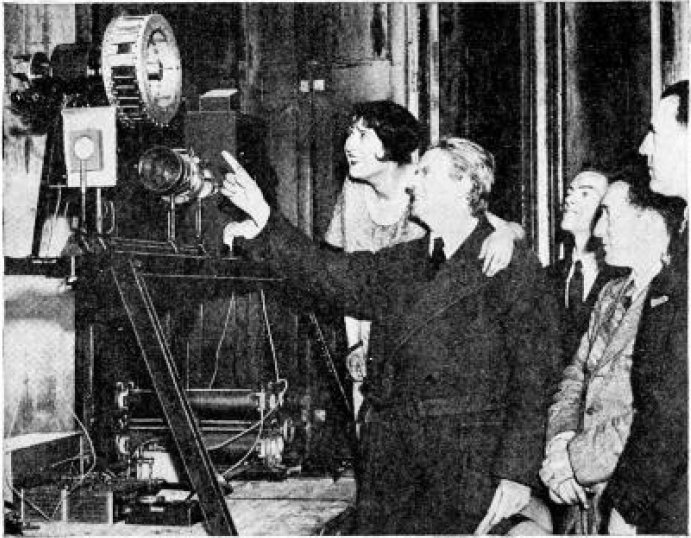
L'ingénieur anglais John Logie Baird fait une démonstration de son téléprojecteur mécanique, en 1931.

L'ingénieur suisse Fritz Fischer dépose le brevet du téléprojecteur « Eidophor » en 1932. Cet appareil électronique est censé résoudre les principaux problèmes d'amplification lumineuse permettant de visionner les images de télévision sur grand écran, sans pâtir de l'obscurité obligatoire. 

L'ingénieur suisse Fritz Fisher crée l'Eidophor, en 1931. L'appareil très coûteux et très volumineux, est réservé aux entreprises et aux professionnels.

Une course à la fois technologique et commerciale s'engage dès lors entre quelques sociétés pour améliorer ces appareils et notamment, leur permettre de projeter des définitions ou résolutions vidéo supérieures à 400 lignes.
Le 5 mai 1959, Fritz Fischer présente la première vidéoprojection en couleur, obtenue grâce au principe d'un disque optique rotatif motorisé et synchronisé exploitant les trois couleurs primaires Rouge, Vert et Bleu (RVB).
En France, le 20 avril 1963, Léon Zitrone, célèbre journaliste du journal de 20h de la première chaîne française RTF, présente l'actualité télévisée devant un écran géant. L'Eidophor a été adapté à la haute définition de la télévision française, la norme à 819 lignes, en noir et blanc.
À partir des années 1970, certaines retransmissions en public, rencontres sportives, rassemblements politiques ou spectacles exploitent la vidéoprojection publique pour faire partager aux spectateurs qui ne peuvent pas assister en direct à un événement auquel ils n'ont pas accès directement où s'ils se situent loin de la scène où il se déroule.
Fabriqué par la société suisse Gretag créée par l'ingénieur Edgar Gretener, adjoint de Fischer, l'Eidophor couleurs se dote de trois tubes combinés en 1972, permettant de projeter une image en couleurs de manière totalement électronique.

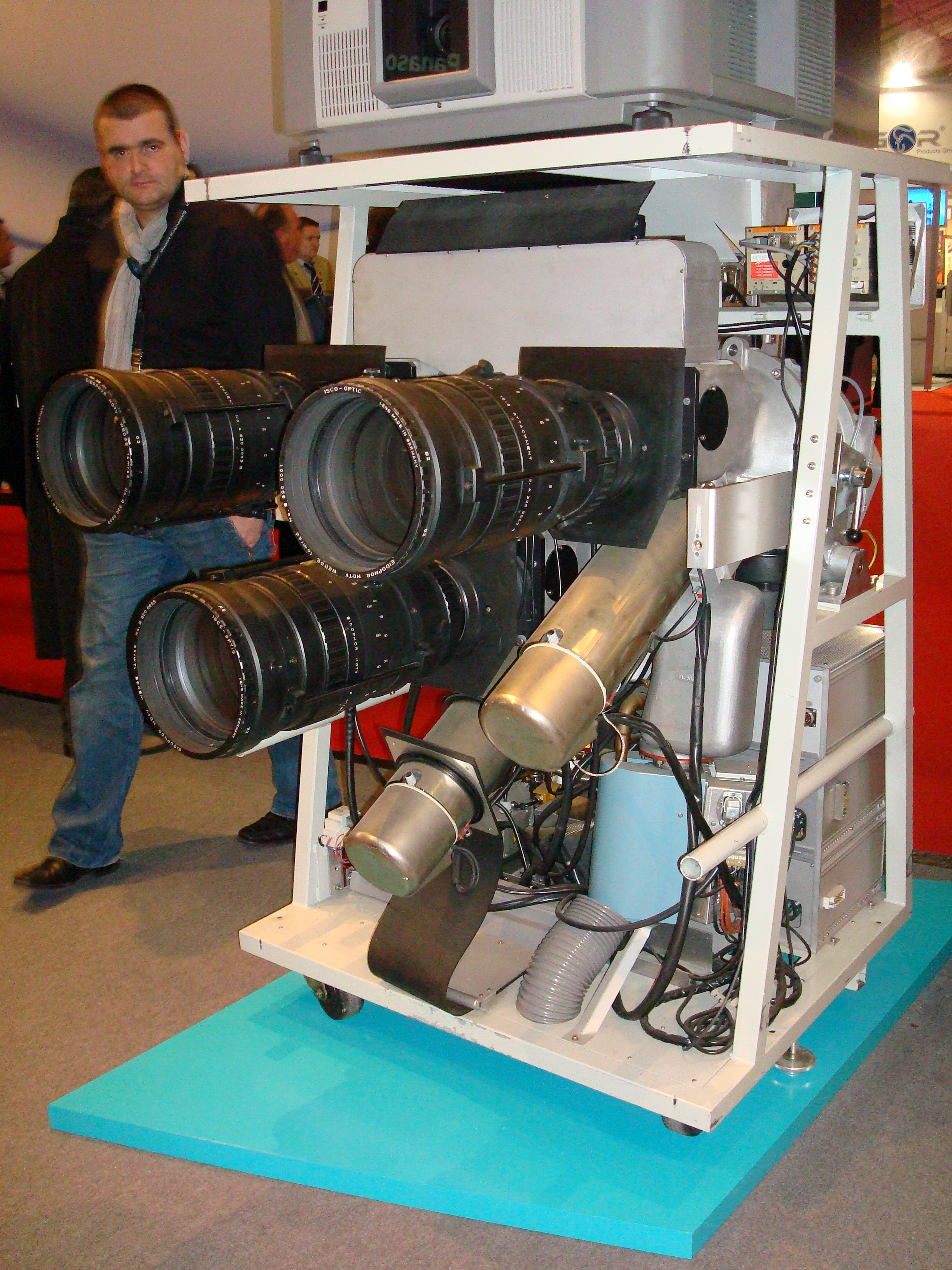
Le projecteur couleur Eidophor à trois tubes, RVB.

Ainsi, en 1979, la société belgo-américaine Barco « Belgian American Radio Corporation » commercialise ses premiers vidéoprojecteurs tritubes couleur (RVB) pour équiper certains avions de ligne, alors que la plupart de ses concurrents de l'époque ne proposent que du noir et blanc dans un coffret aussi « compact ». Un an plus tard, Barco adapte grâce à IBM, ses vidéoprojecteurs à l'univers de l'informatique.

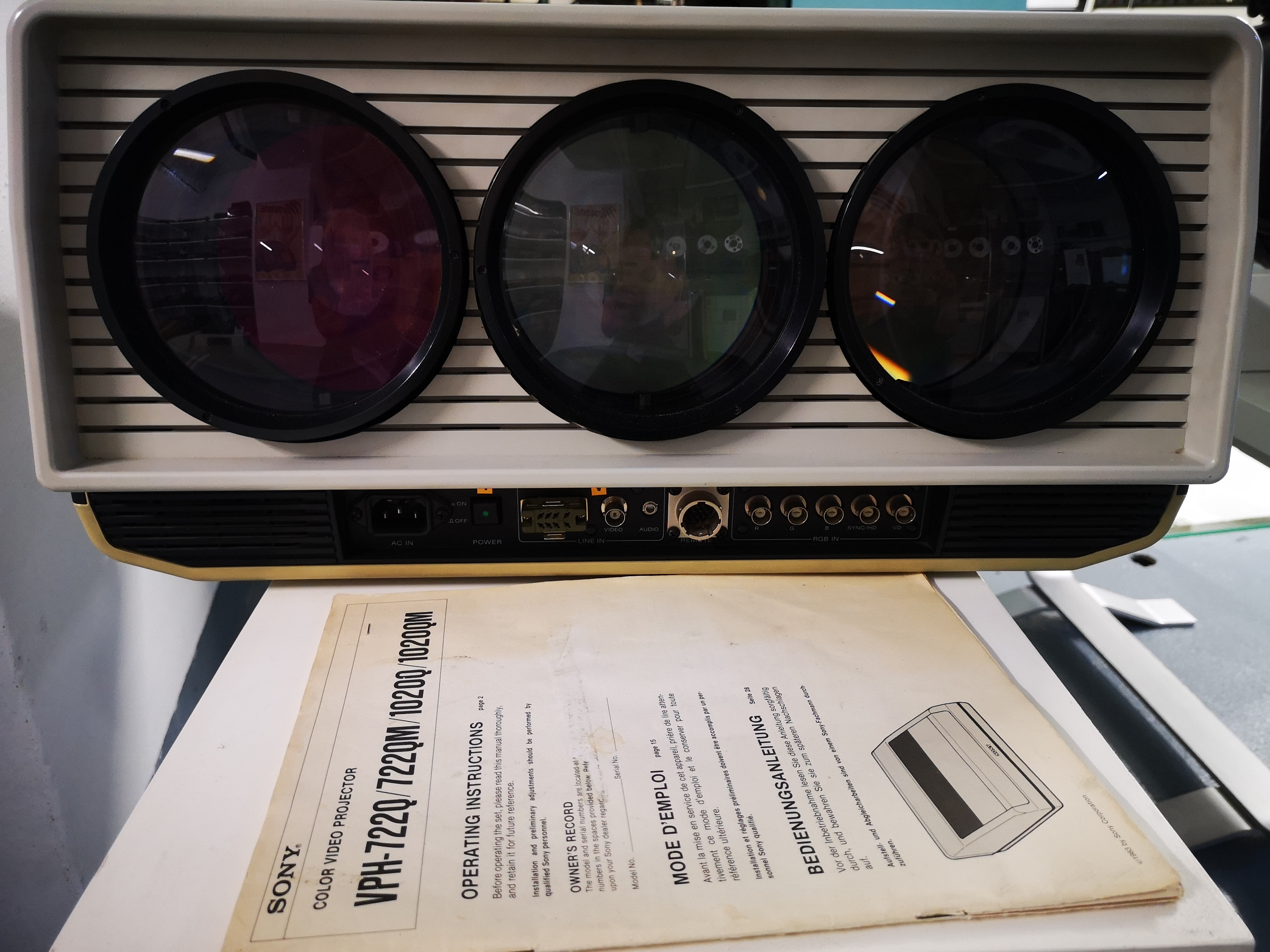
Sur ce projecteur couleur tritube RVB on note toute la connectique vidéo sous les optiques.

En 1982, Barco lance son vidéoprojecteur couleur tritube à haute résolution 1250 lignes. Cet appareil s'adresse principalement aux entreprises, aux administrations, aux universités, aux militaires et au secteur de la santé.
À partir de la fin des années 1980, après la formule tritube RVB qui ne s'adresse qu'à un public fortuné et disposant d'espace pour l'installer au plafond ou sur un socle dans la pièce à vivre de l'habitation, différentes marques de téléviseur ou spécialisées produisent et commercialisent des vidéoprojecteurs de technologies différentes basées sur une ou plusieurs cellules photo-émettrices électroniques qui permettent principalement de réduire le coût industriel, les dimensions des appareils et progressivement d'en améliorer également le rendement optique et la qualité des images projetées. Le grand public commence à avoir accès à ce type de vidéoprojecteurs à partir du milieu des années 1990 mais ce sont les années 2000 qui marquent le succès des ventes de ces appareils au plan international. Dès lors, il n'est pas rare de trouver un vidéoprojecteur vendus moins cher qu'un téléviseur à grand écran (plat).

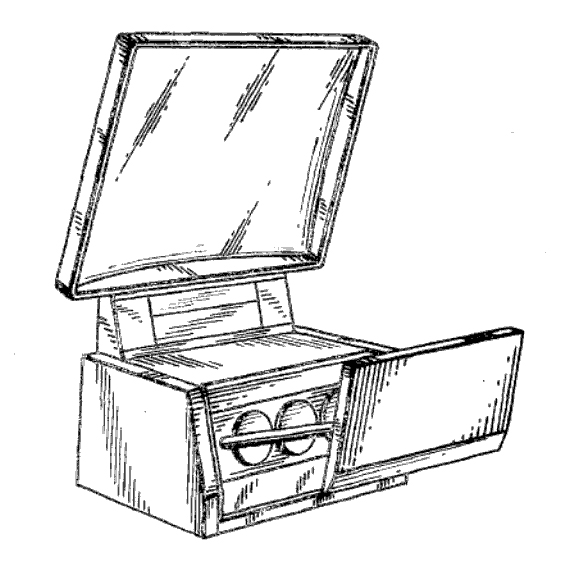
À partir des années 1970, plusieurs grandes marques de télévision adaptent le principe du vidéoprojecteur, dans un mobilier spécifique intégrant un écran incurvé ou semi-sphérique.

La télédiffusion, la haute définition et la vidéo numérique favorisent encore d'avantage ce succès commercial et certains utilisateurs apprécient d'y connecter différentes sources vidéo : tuner ou récepteur de télévision câble ou satellite, magnétoscope, lecteur DVD ou BluRay, micro-ordinateur, console de jeux vidéo, box Internet, etc.
Le relief stéréoscopique 3D disponible sur certains disques BluRay nécessitant des lunettes synchronisées permet aux amateurs du genre, de profiter de l'avantage « home cinéma », le plus souvent associé à une chaîne HiFi surround ou à effets sonores multi-canal.

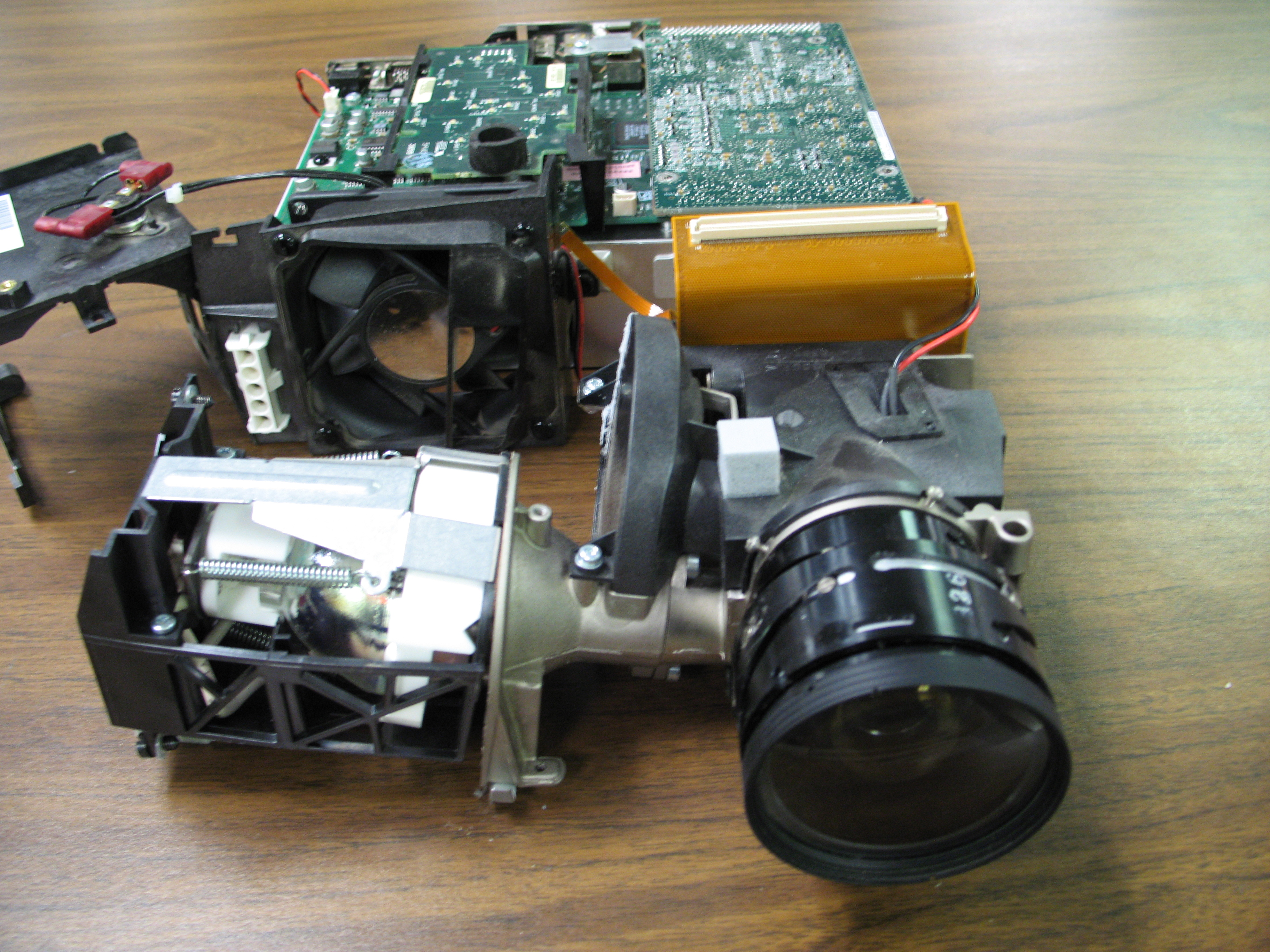
Intérieur d'un vidéoprojecteur fabriqué dans les années 2010 de technologie « DLP », destiné au marché grand public.

## Caractéristiques optiques et techniques

### Contraste
Exprimé sous la forme d’un quotient « valeur en lux : 1 », soit la valeur en lux d’un signal blanc à 100 % moins la valeur en lux d’un signal blanc à 0 %, le tout divisé par la valeur en lux d’un signal blanc à 0 % (un signal blanc à 0 % correspond à du noir).
Le taux de contraste est une des caractéristiques essentielles à prendre en compte dans le choix d’un vidéoprojecteur. Plus le taux de contraste est élevé, plus la qualité de l’image est optimale. Dans le choix d’un projecteur Home cinema, bien plus que la luminosité, c’est le taux de contraste qui assure la qualité de l’image. Un taux de contraste élevé permettra d’obtenir plus de détails dans les nuances et a priori des noirs plus profonds.

### Luminosité
Exprimée en lumen
La puissance lumineuse s’exprime généralement en lumens ANSI, unité de mesure normée. Elle va dépendre du type d’utilisation. Plus la taille de l’image souhaitée est grande et la luminosité ambiante importante, plus le projecteur doit être lumineux.
- Utilisation professionnelle

Tout dépend du type d’utilisation et en particulier du type de salle. Pour des présentations dans de petites salles de réunion, un projecteur avec 2 000 lumens suffira largement. En revanche, dans des grandes salles de conférences très éclairées, avec des écrans de grande taille, le projecteur doit être nettement plus lumineux pour projeter une image claire et lisible (au moins 3 000 lumens).
- Utilisation Home cinema

Dans le cadre d’une utilisation Home cinema, la taille de l’écran est généralement comprise entre 1,5 et 3 mètres de base. Comme dans un vrai cinéma, la qualité d’image est la meilleure lorsque l’obscurité est la plus complète possible. Pour obtenir une image d’excellente qualité, le projecteur doit afficher une luminosité comprise entre 600 et 1 500 lumens.

### Définition
Exprimée en pixels :
Que ce soit en LCD (cristaux liquides) ou DLP (micro miroirs), chaque matrice est constituée de pixels, éléments de base de l’image. La définition de l’image va dépendre du nombre de pixels : plus ils sont nombreux plus la précision de l’image est censée être élevée.
Il convient néanmoins de choisir la définition de son projecteur en fonction de son besoin d’utilisation.
Et les besoins sont très différents selon que l’on projette essentiellement de l’image informatique (présentations type Powerpoint, tableurs, etc.) ou de la vidéo (Home cinema).

#### Image informatique (utilisation professionnelle)
Le critère majeur de choix est la définition qu’affiche l’ordinateur qu’on connecte au projecteur. Avec les PC portables notamment, il est plus confortable de disposer sur le projecteur de la même définition que sur l’écran interne.
Principales définitions Data (normes VESA) :
- SVGA : 800 × 600
- XGA : 1 024 × 768
- WXGA : 1 366 × 768
- SXGA : 1 280 × 1 024
- WUXGA : 1 920 × 1 200
- QXGA : 2 048 × 1 536

#### Image vidéo (utilisationHome Cinéma)
Le besoin de définition dépend de celle de la source ainsi que de son rapport largeur / hauteur.
Définitions des principaux standards vidéos analogiques convertis en numériques :
- PAL/SECAM en 4/3 : 768 × 576
- PAL/SECAM en 16/9 et 576i : 1 024 × 576
- NTSC en 4/3 : 720 × 480
- NTSC en 16/9 et 480p : 848 × 480

Donc, globalement, si on se contente de regarder essentiellement de l’image télé classique en 4/3, un projecteur 4/3 de définition SVGA (800 × 600) suffira amplement, une définition plus élevée n’amenant pas un gain de qualité d’image significatif.
Si on regarde beaucoup de 16/9, une définition XGA (1 024 × 768) sera plus conseillée, surtout en PAL, ou alors un projecteur de matrice spécifique 16/9, dont l’offre s’élargit de plus en plus dans diverses définitions (848 × 480, 960 × 540, 1 024 × 576).
Si on dispose d’une source TV HD, un projecteur équipé d’une matrice haute définition s’impose. Comme pour l’image data, les signaux TV HD sont des signaux graphiques de très haute définition et toujours de format 16/9, d’une qualité très supérieure au PAL, SECAM et NTSC, avec lesquels ils n’ont rien de commun.
Définitions des deux principaux standards TVHD :
- 720p : 1 280 × 720
- 1 080i : 1 920 × 1 080 (entrelacée)
- 1 080p : 1 920 × 1 080

### Niveau sonore
Exprimé en décibels pondérés (dBA) :
Le niveau sonore est dû au bruit généré par le ventilateur chargé de refroidir la lampe de l’appareil. Sur la plupart des documentations des constructeurs, le niveau sonore est sous-estimé ou mesuré à l’opposé du ventilateur. Il est donc fortement conseillé d’essayer l’appareil dans les conditions voulues (et non dans un magasin).
Il faut retenir qu’une augmentation de 3 dBA double l’intensité sonore.
Pour un usage domestique (dans un salon par exemple), une valeur de 25 dBA est parfaite, avec 28 dBA comme maximum.

## Technologies

### Les vidéoprojecteurs Laser
La technique la plus ancienne est celle du balayage à deux axes X-Y d’un faisceau laser sur un ou deux miroirs montés sur galvanomètre, similaire à la méthode de balayage d’un tube cathodique, elle présente l’inconvénient d’offrir une faible définition (moins de 100 lignes) due à la lenteur des galvanomètres d’où une utilisation limitée aux spectacles et dans les discothèques avec des images très géométriques en « fils de fer ». Mais c’est aussi celle retenue pour des applications nomades (picoprojecteur) comme l’intégration dans des PDA ou des téléphones portables de systèmes de projections monochromes ou couleurs ultra miniaturisés grâce aux technologies MEMS (Micro-Electro-Mechanical-System). La miniaturisation des éléments permet une grande vitesse de balayage rendant possible l’affichage de signaux HDTV. La société Arasor en fait la démonstration sur un prototype de rétroprojecteur en 2007[réf. nécessaire].

### Les vidéoprojecteurs tritubes (CRT)
Il s'agit d'un appareil regroupant trois tubes cathodiques : un pour chaque couleur fondamentale (rouge, vert, bleu). Les trois images ainsi formées doivent « converger » très précisément, d'où une mise en œuvre assez fastidieuse et très peu polyvalente, les appareils étant très lourds et encombrants.
La durée de vie d'un tube peut atteindre entre dix mille et vingt mille heures de fonctionnement. Les machines les plus performantes atteignent une qualité d'affichage vidéo très élevée (Full HD).
Popularisés par la société Barco, ces appareils se composent de trois tubes cathodiques de petite taille (typiquement 5,5″, 6,5″, 7″, 8″ et 9″) à haute résolution et haut rendement, un tube pour chaque couleur primaire (RVB). Chacun de ces tubes, au format 4⁄3, possède son propre objectif et l’image finale est obtenue par superposition des trois images primaires (synthèse additive) que l’on doit faire converger et déformer (correction de trapèze, de ballon) en raison de la position différente de chacun des tubes.
Ils ont pour avantages d’être dénués de structures visibles à l’écran (contrairement à la grille des écrans CRT ou des LCD) hormis la structure de l’image même (lignes visibles si elles sont en faible nombre). Les couleurs sont très fidèles si l’appareil est bien réglé ; le taux de contraste mesuré sur le tube oscille entre 15 000:1 et 30 000:1 suivant les modèles (mesure qui chute en fonction de la clarté de la salle). D’où leur utilisation sur des machines de petites tailles (ex. : 7″) ainsi que sur certains rétroprojecteurs avec des images d'une définition pouvant dépasser les 1280×1024 sur certaines machines à focus électromagnétique.
Les 8″ sont compatibles DATA et GRAPHICS.
Tous les 8″ et 9″ sont compatibles avec les fréquences TV, HDTV et DATA/GRAPHICS (dans la limite de leurs circuits électroniques) et peuvent se voir adjoindre un multiplicateur de ligne (line doubleur video scaler en anglais voire quadrupleur) pour améliorer les sources vidéo de faible définition (Pal, Secam, NTSC). Plus les tubes sont de grande taille, plus ils sont lumineux et définis.
7″ (768 ×1 024), 8″ focus électrostatique (1 200 × 1 500, 1989-1996), 8″ focus électromagnétique (1 200 × 1 600 Barco, 1996-2002) (1 250 × 1 600 Barco, 2002-2007) (1 200 × 1 700 Sony, 1996-2002), 9″ focus électromagnétique (1 600 × 2 000 Sony, 1994-1998) (2 000 × 2 500 Barco-Sony-Electrohome, 1998-2007).
Les modèles les plus sophistiqués donnent des images d’un naturel comparable à la pellicule de cinéma.
Les inconvénients majeurs de cette technique, qui est l'une des plus anciennes (avec l'eidophore), sont dans son rapport poids/encombrement/luminosité très faible ainsi que dans la complexité des réglages de convergences électroniques et mécaniques pour superposer au mieux ces trois images, réglages qui se compliquent avec l’augmentation de la résolution, entraînant inévitablement un surcoût devenu tel que les constructeurs ont décidé d’abandonner cette technologie. On peut citer également une luminosité non uniforme (réglable sur les 9″ et certains 8″), le contraste qui ne peut s’apprécier que dans une salle noire à cause de la faible luminosité des machines (ce qui limite aussi la taille de l’écran à 2-3 mètres de base), le scintillement des lignes pour les sources en vidéo entrelacée ou les images en faible cadence (moins de 45 Hz), un recul important nécessaire avec les sources de qualités moyennes, le marquage du phosphore avec des images fixes intenses au bout de quelques dizaines d’heures.
Les principaux constructeurs sont Barco, Electrohome, Mitsubishi, NEC, Panasonic, Sèleco (Sim2), Sony.
Les fournisseurs de tubes sont Matsushita, Toshiba, Sony (VDC en rebuild), Thomson.

### Les vidéoprojecteurs LCD
Cette technique dérivée des écrans à cristaux liquides (qu’on retrouve dans les montres, les jeux, les écrans, etc.) date du début des années 1990 et n’a cessé d’évoluer. La lumière d’une lampe spéciale à vapeur de métal (ou lampe métal halide) traverse ou se reflète sur un ou trois panneaux LCD, pour être ensuite projetée sur l’écran via un objectif.
On distingue trois technologies LCD : mono-LCD, tri-LCD, LCOS

#### Mono-LCD et tri-LCD
Le « mono-LCD », première technologie accessible pour le grand public (1994), dans laquelle un faisceau lumineux traverse un panneau à cristaux liquides équipé de filtres de couleurs ; sa résolution est divisée par 3 car il faut 3 pixels rouge-vert-bleu du panneau pour afficher 1 pixel à l’écran.
Cette technique bon marché est abandonnée depuis la fin des années 1990 en raison de ses faibles performances, au profit des « tri-LCD », où la lumière de la lampe est décomposée par trois miroirs dichroïques rouge-vert-bleu, puis renvoyée au travers de trois panneaux à cristaux liquides monochromes, alignés avec précision, leurs images se recomposant enfin dans un assemblage de prismes avant de traverser l’objectif.
Mono-LCD et tri-LCD sont des appareils dits « transmissifs », la lumière doit traverser le panneau, par conséquent les circuits de commande sont logés entre les pixels ce qui génère une grille opaque visible à l’écran, résolution et luminosité sont donc limitées ; pour contourner le problème certains constructeurs incorporent au panneau des micro-lentilles qui concentrent la lumière sur chacun des pixels. 
Par ailleurs, les cristaux liquides ne parviennent pas à bloquer complètement la lumière de la lampe (toujours allumée) sur les parties sombres de l’image, d’où des noirs grisés ; le contraste est donc souvent faible (typiquement de 400:1 à 1 500:1), parfois compensé par un mécanisme qui réduit la lumière de la lampe automatiquement suivant les images et appelé IRIS.
Les autres inconvénients sont le rendu des teintes sombres, les pertes de lumière sur les appareils trop compacts, la rémanence (taux de rafraîchissement faible), la colorimétrie, la pixelisation. Leur avantage est leur faible coût.

#### La technologie LCOS
Basé sur une architecture proche des classiques tri-LCD, les panneaux LCD réflectifs ou LCOS sont des surfaces réfléchissantes en silicium recouvertes d’une couche de cristaux liquides, permettant de réfléchir ou de bloquer les rayons lumineux. Les circuits de commande de chaque pixel ne se trouvent plus à côté mais derrière chacun d’eux, la grille bien que présente pour isoler chaque pixel reste invisible à l’écran. Résolution et luminosité peuvent être poussées à l’extrême et deviennent applicables pour les salles de cinéma. Leurs noms technologiques diffèrent suivant les constructeurs : LCOS, nom générique (utilisé par EPSON), DILA (JVC), SXRD (SONY).
Les avantages du tri-LCD sont la définition, le prix, la luminosité, l’absence de réglages complexes (convergences calées en usine), l’absence de scintillement et de lignage.
Les LCOS ont l’avantage de corriger tous les défauts des technologies précédentes : contraste de 3 000:1 a 30 000:1, résolution en 2K (HDTV), 4K (broadcast), 8K (expérimental), niveau du noir très bas, puissance lumineuse très élevée pour les machines professionnelles ; taux de rafraîchissement élevé, couleurs réalistes. Ils ont l’inconvénient d’un tarif élevé.

### Les vidéoprojecteurs DLP/DMD

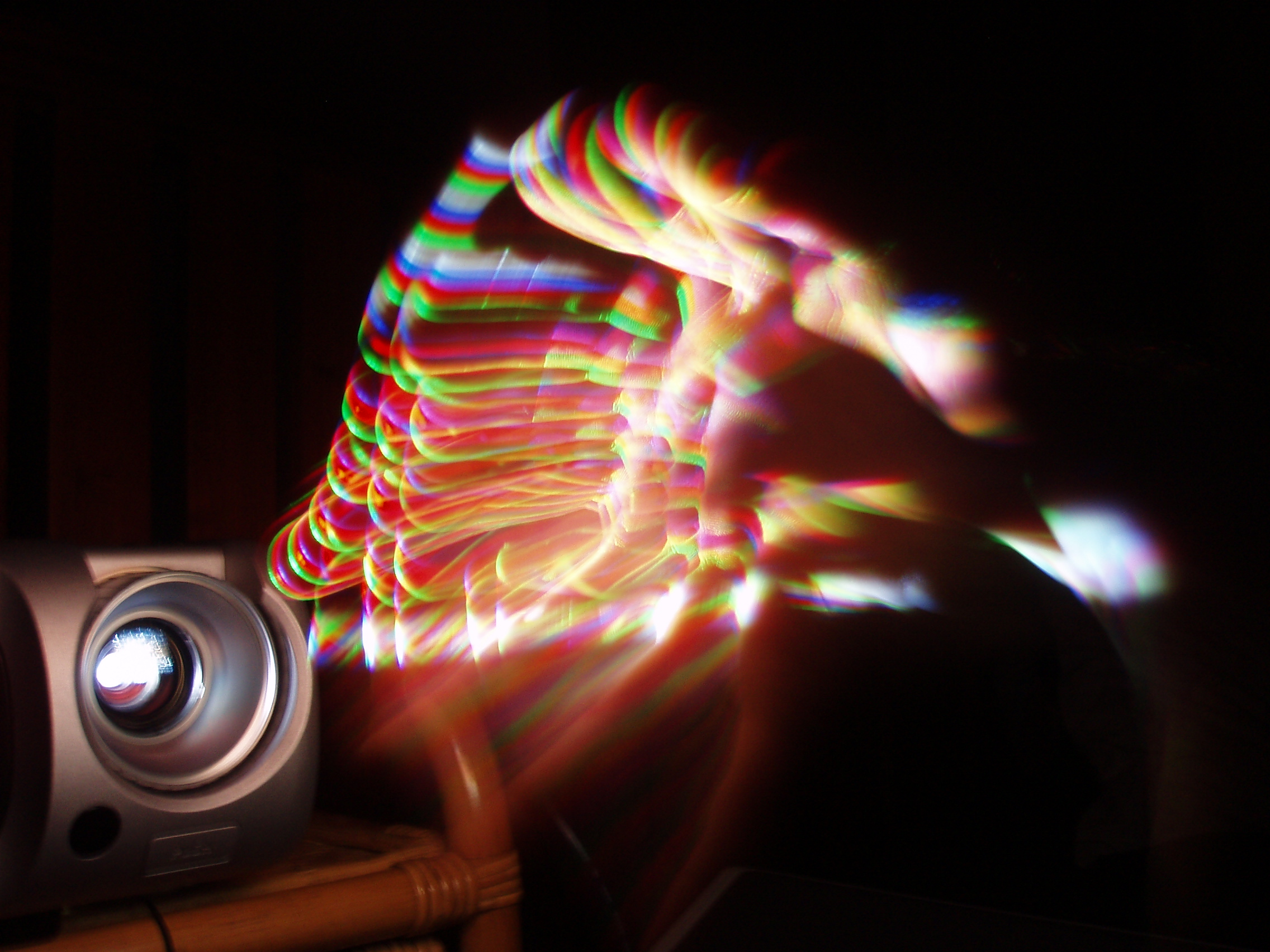
Effet arc-en-ciel sur un projecteur DLP.

Ils reposent sur la technologie DLP (Digital Light Processing) développée par Texas Instruments, où chaque pixel correspond à un micro-miroir actionné par un champ électrique : la partie active peut être intégrée dans une puce DMD (Digital Micromirror Device). Chacun de ces miroirs renvoie ou non la lumière de la lampe vers l’écran. Le rapport cyclique de cet état donne la luminosité de chaque pixel variable de 0 à 100 %. En outre, un filtre tricolore RVB en rotation, situé entre la matrice DLP et la lampe, permet de projeter successivement les trois composantes de l’image finale.
Les avantages sont le contraste, l’absence de rémanence, la luminosité, l’absence de pixelisation, le rendu des teintes foncées et clair, les réglages. La perte de performance lumineuse par rapport au tri-lcd est essentiellement perceptible sur la diffusion des couleurs, où la puissance de base est divisée environ par 3. Un vidéoprojecteur Tri LCD de 3000 lumens aura cette même luminosité qu'il projette du blanc ou de la couleur.

### Les vidéoprojecteurs LED
Les vidéoprojecteurs LED utilisent une des technologies citées ci-dessus avec comme différence principale d'utiliser une matrice de LED comme source lumineuse. Les principaux avantages sont la durée de vie (~10x plus qu'une lampe au mercure) et la chaleur, à dissiper par ventilation, qui est moindre par rapport à une lampe classique. L'inconvénient de cette technologie est historiquement la faible luminosité, qui s’améliore au fil du temps. (Fin 2021, pour environ 100 €, en FullHD 1080p, on trouve des vidéoprojecteurs LED avec des luminosités de 5000 à 6000 lumens.)

### Les technologies hybrides

#### Laser + matrice
Une source lumineuse peut être générée par un trio de lasers R-V-B pour fournir une lumière idéalement équilibrée aux trois panneaux à cristaux liquides (LCD), ils remplacent la traditionnelle lampe. Cette solution a été choisie par le constructeur Sony avec un rétroprojecteur à matrices SXRD et par Mitsubishi pour son prototype de rétroprojecteur HD mais avec la technologie DLP de Texas Instrument (micro-miroirs) avec une seule puce et un affichage séquentiel des couleurs. Les avantages par rapport à l’utilisation de la lampe sont : faible consommation (-70 %), luminosité plus élevée et colorimétrie étendue.

#### Rubans à diffraction
Sony a développé le concept GxL sur une technologie à base de circuits GLV (Grating Light Valve). Trois rubans verticaux de 1 080 pixels se chargent de moduler la lumière de trois sources laser R-V-B en la diffractant grâce aux décalages de lamelles réflectives qui constituent chaque pixel, puis un miroir monté sur un galvanomètre balaye horizontalement la surface de l’écran pour déplacer l’image de la bande de pixels aux trois couleurs superposées, la persistance rétinienne faisant le reste. Une démonstration a eu lieu en 2005 au Japon sous le nom de « Laser dream theater » avec trois projecteurs dans un format d’image extra-large sur un écran de 10 m de haut sur 50 m de long. Capable d’un taux de contraste supérieur à 10 000:1, de fréquences élevées supérieures à 60 Hz, doué d’une colorimétrie deux fois supérieure aux meilleurs phosphores et en plus robuste, cette technique qui est aussi la plus coûteuse peut satisfaire les salles les plus exigeantes.
La société E&S propose une solution comparable pour les simulateurs et les planétariums.

#### Tube cathodique réflectif
Un tube cathodique est utilisé pour moduler à sa surface une couche de cristaux liquides pour faire varier la lumière incidente d’une lampe de forte puissance. La puissance lumineuse n’est plus liée au tube CRT mais à la lampe utilisée. L’image s’affiche de la même manière qu’avec un tritube avec toutefois un contraste, un taux de rafraichissement et des couleurs moins bonnes.
Conçu pour les très grandes tailles d’écrans pendant les années 1980 par HUGUES-JVC, ce procédé est aujourd’hui abandonné au profit des DLP et LCOS.

### Les vidéoprojecteurs DIY bricolés
Les vidéoprojecteurs DIY (Do It Yourself : « fais-le toi-même ») ou « bricolés » à assembler ou contruire soi-même sont des appareils réalisés de manière artisanale. Un vidéoprojecteur « DIY » nécessite :
- un système d’éclairage (les lampes de type HQI employées pour les aquariums sont les plus utilisées)
- deux lentilles de Fresnel (plaques en acrylique faisant office de lentilles convergentes et que l’on trouve dans les rétroprojecteurs) ;
- un écran ou une dalle à cristaux liquides (provenant d’un écran d’ordinateur de type LCD ou d'un smartphone) ;
- un objectif (appelé communément « triplet »).

L’avantage de ce système est l’adaptabilité, le modeste coût de revient des consommables (ampoules HQI) sans tenir compte de la source (mini écran d'ordinteur ou smartphone) et la possibilité de maintenance facilitée.
L’inconvénient majeur concerne la très faible performance en termes de luminosité et de réglages optiques, comparé à un vidéoprojecteur industriel ainsi que l'encompbrement devant tenir compte de la source utilisée (écran vidéo à intégrer). Cet appareil oblige l'utilisateur à faire la quasi obscurité pour que l'image soit correctement perçue.